# Boca de Aztlán 2.ª Sección
Boca de Aztlán 2.ª Sección es una localidad del municipio de Centro ubicado en la subregión centro del estado mexicano de Tabasco.

## Geografía
La localidad de Boca de Aztlán 2.ª Sección se sitúa en las coordenadas geográficas 18°05′28″N 92°43′02″O / 18.091111, -92.717222, a una elevación de 1 metro sobre el nivel del mar.

## Demografía
Según el Conteo de Población y Vivienda 2020, efectuado por el Instituto Nacional de Estadística y Geografía, la localidad de Boca de Aztlán 2.ª Sección tiene 276 habitantes, de los cuales 144 son del sexo masculino y 132 del sexo femenino. Su tasa de fecundidad es de 2.35 hijos por mujer y tiene 89 viviendas particulares habitadas.
| Gráfica de evolución demográfica de Boca de Aztlán 2.ª Sección entre 2000 y 2020 |
|                                                                                  |
| INEGI.                                                                           |